# AFC zapad
AFC zapad je jedna od četiri divizije AFC konferencije u nacionalnoj ligi američkog nogometa NFL. Članovi divizije su Denver Broncosi, Los Angeles Chargersi, Kansas City Chiefsi i Oakland Raidersi. Divizija postoji u trenutnom obliku od sezone 2002., kada je nakon ulaska Houston Texansa u ligu ukupan broj momčadi porastao na 32, koje su tada raspodijeljene na ukupno osam divizija po četiri momčadi, po četiri divizije u svakoj konferenciji.
Sjedišta momčadi divizije AFC zapad su Denver, Colorado (Denver Broncos), Costa Mesa, Kalifornija (Los Angeles Chargers),  Kansas City, Missouri (Kansas City Chiefs) i Henderson, Nevada (Las Vegas Raiders).

## Pobjednici divizije AFC zapad od 2002. do 2020. godine
| Sezona | Momčad             | Omjer |
| ------ | ------------------ | ----- |
| 2002.  | Oakland Raiders    | 11–5  |
| 2003.  | Kansas City Chiefs | 13–3  |
| 2004.  | San Diego Chargers | 12–4  |
| 2005.  | Denver Broncos     | 13–3  |
| 2006.  | San Diego Chargers | 14–2  |
| 2007.  | San Diego Chargers | 11–5  |
| 2008.  | San Diego Chargers | 8–8   |
| 2009.  | San Diego Chargers | 13–3  |
| 2010.  | Kansas City Chiefs | 10–6  |
| 2011.  | Denver Broncos     | 8–8   |
| 2012.  | Denver Broncos     | 13–3  |
| 2013.  | Denver Broncos     | 13–3  |
| 2014.  | Denver Broncos     | 12–4  |
| 2015.  | Denver Broncos     | 12–4  |
| 2016.  | Kansas City Chiefs | 12–4  |
| 2017.  | Kansas City Chiefs | 10–6  |
| 2018.  | Kansas City Chiefs | 12–4  |
| 2019.  | Kansas City Chiefs | 12–4  |
| 2020.  | Kansas City Chiefs | 14–2  |